# Agnès d'Autriche (1154-1182)
Pour les articles homonymes, voir Agnès d'Autriche.
Agnès d'Autriche, née vers 1154 et morte le 13 janvier 1182, est princesse de la maison de Babenberg, fille du duc Henri II d'Autriche. Elle fut reine consort de Hongrie par son mariage avec le roi Étienne III en 1168 et duchesse de Carinthie par son second mariage avec le duc Hermann II en 1173.

## Biographie
Agnès est la fille aînée de Henri II Jasomirgott (1107–1177) et de sa seconde épouse, Théodora Comnène († 1184), fille du prince byzantin Andronic. Elle a été baptisée du nom de sa grand-mère Agnès de Waiblingen issue de la dynastie franconienne.
Au moment de sa naissance, son père fut margrave d'Autriche et duc de Bavière. En 1147, il a participé à la deuxième croisade sous la conduite de son demi-frère le roi Conrad III de Hohenstaufen qui s'acheva par un échec total ; lors du voyage de retour, il a épousé Théodora, une nièce de l'empereur byzantin Manuel Ier Comnène. En 1156, l'empereur Frédéric Barberousse, neveu de Conrad III, a réattribué le duché de Bavière à Henri le Lion et, par le Privilegium Minus, a élevé le margraviat d'Autriche au duché héréditaire des Babenberg à titre de dédommagement.
Le futur mari d'Agnès, Étienne III, est couronné roi de Hongrie en juin 1162. Il était constamment en conflit avec l'empereur byzantin Manuel Ier qui a soutenu ses rivaux Étienne IV (son oncle) et Ladislas II. En 1166, le duc Henri II et la mère d'Étienne III, Euphrosine de Kiev, ont négocié un traité de paix entre le royaume de Hongrie et l'Empire byzantin et ont organisé le mariage entre la fille de Henri et le jeune roi de Hongrie.
C'était seulement après la défaite que les forces hongroises essuyèrent à la bataille de Sirmium, en 1167, qu'une paix durable peut être obtenue. Au lieu de se marier à Agnès, le roi épouse en 1167 Yaroslavna de Halytch, une fille du prince Iaroslav Osmomysl ; cependant, ce mariage dure peu : dès 1168, la princesse est répudiée et renvoyée chez son père. Les négociations avec Henri II d'Autriche reprennent, et Agnès épouse le roi Étienne III la même année. Elle donne naissance à un fils, Béla, qui meurt peu après.
Étienne III s'est efforcé de reconstruire l'État hongrois ; toutefois, il tombe subitement malade, sans doute résultant d'un empoisonnement, et meurt le 4 mars 1172, pendant une rencontre avec le père d’Agnès à Esztergom. Après les funérailles, Agnès repart pour l'Autriche avec son père. L'alliance entre l'Autriche et la Hongrie fut renouvelée par le mariage de Léopold V, fils de Henri, avec la sœur d'Étienne III, Hélène.
L'année suivante, elle se remarie avec le duc Hermann II de Carinthie, de la maison de Sponheim, dont elle a deux fils : Ulrich II en 1176, et Bernard  en 1180, tous deux futurs ducs de Carinthie. Herman meurt le 4 octobre 1181 ; Agnès lui survit une année. La lignée ducale des Sponheim s'éteint à la mort du duc Ulrich III, fils de Bernard, en 1269 ; ensuite, la Carinthie tomba dans les mains du roi Ottokar II de Bohême.
Agnès est enterrée dans la crypte de l'église collégiale du Schottenstift à Vienne, près de ses parents.

## Source
- (en) Cet article est partiellement ou en totalité issu de l’article de Wikipédia en anglais intitulé « Agnes of Austria (1154–1182) » (voir la liste des auteurs).